# Neopsylla inopina
Neopsylla inopina är en loppart som beskrevs av Rothschild 1915. Neopsylla inopina ingår i släktet Neopsylla och familjen mullvadsloppor. Inga underarter finns listade i Catalogue of Life.